# FS ALn 668
Die Dieseltriebwagen ALn 668 der FS sind eine Gruppe von leichten Eisenbahnfahrzeugen, welche zwischen den 1950er und den 1980er Jahren für die italienischen Staatsbahnen gebaut wurden und bis heute in Dienst stehen.

## Geschichte
Zu Beginn der 1950er Jahre war der Dieseltriebwagenbestand der italienischen Staatsbahnen für jene Dienste, für den er eigentlich ausgelegt war, praktisch unbrauchbar geworden. Zudem verursachte die große Zahl der verschiedenen Typen einige Schwierigkeiten beim Unterhalt und bei der Beschaffung von Ersatzteilen.
Zur Modernisierung des Reiseverkehrs auf dem sizilianischen Schmalspurnetz der FS wurden ab Januar 1950 Triebwagen des Typs RALn 60 eingesetzt. Bei der Konstruktion dieser Bauart konnten technische Erfahrungen gesammelt werden, die in der Folge auch für die regelspurigen Dieseltriebwagen von FIAT verwendet werden konnten.
Im Jahre 1954 wurde dann das Projekt eines standardisierten Dieseltriebwagens aufgenommen, welcher – gestützt auf die Erfahrungen mit den beiden bereits im Betrieb befindlichen Triebwagenserien – die Probleme im Dieselfahrzeugpark der FS lösen sollte. Der neue Triebwagen wurde auf 68 Sitzplätze ausgelegt, davon acht erster und 60 zweiter Klasse. Gemäß dem Klassifikationssystem der FS wurde er als „Automotrice Leggera a Nafta 668“ (Leichter, naphtha-betriebener Triebwagen 668), kurz ALn 668 bezeichnet. Die Verdoppelung der Anfangsziffer „66“ wurde eingeführt, um Baureihen mit Vielfachsteuerung kenntlich zu machen.
Dank der breitgefächerten Verwendungsmöglichkeiten dieser Fahrzeuge und der mehr als 700 Exemplare, welche die italienischen Staatsbahnen in 30 Jahren anschafften, wurde diese Bauart vor allem ab den 1960er Jahren zum eigentlichen Rückgrat des italienischen Regionalverkehrs und erst in neuerer Zeit – durch die Minuetto – fast ganz auf Nebenlinien verdrängt.

## Projektierung und Anforderungen an das Fahrzeug
Im Jahre 1954 bestellten die FS bei der Fiat Ferroviaria die ersten drei Prototypen der Serie: Sie erhielten die Nummern 1401 bis 1403.
Nach den gemischten Erfahrungen mit den großen einmotorigen Triebwagen ALn 990 und Aln 880 orientierte man sich beim Entwurf der neuen Fahrzeuge an die Erfolge mit den Vorkriegs-Triebwagen, den „Littorine“ (ALn 40, ALn 56, ALn 80 usw.), welche mit zwei Motoren ausgestattet waren. Es wurde auch der seit der Vorkriegszeit eingetretene technische Fortschritt mitberücksichtigt und die Technik gegenüber den Littorine wesentlich verbessert.
Die Entscheidung, die neuen Triebwagen mit zwei Motoren auszustatten, bot verschiedene Vorteile: Die beiden unabhängigen Traktionsgruppen mit weitverbreiteten Dieselmotoren erlaubten es, die Kosten für den Antrieb relativ tief zu halten, das Vorhandensein von zwei Treibachsen verbesserte die Adhäsion und die Ersatzteile waren günstiger und einfacher zu bevorraten. Alle mechanischen Teile sind einfach, leicht und wartungsarm ausgeführt.
Gegenüber den Vorkriegstriebwagen neu entwickelt wurde die Steuerung einschließlich der Kupplungsbetätigung, welche nunmehr elektrisch erfolgt. Damit konnte die von Straßenfahrzeugen bekannte Pedalbedienung aufgegeben werden. Ebenfalls eine Neuerung stellte die Verwendung von Lkw-Motoren für Triebwagen dar. Die wichtigste Neuerung betraf jedoch den Einbauort der Motoren: Diese wurden nicht mehr im Kasten eingebaut, sondern befinden sich nunmehr unterhalb desselben. Damit konnten die Probleme der Instabilität bei hoher Geschwindigkeit und der Übertragung von Vibrationen des Zuges während der Fahrt auf heikle mechanische Teile, welche bei den Vorgängermodellen Quelle von Beschädigungen und häufigen Reparaturen war, gelöst werden.
Die Wagen erhielten Seitenpuffer und Regelschraubenkupplungen.

## Die erste Generation

### Die Serie 1400

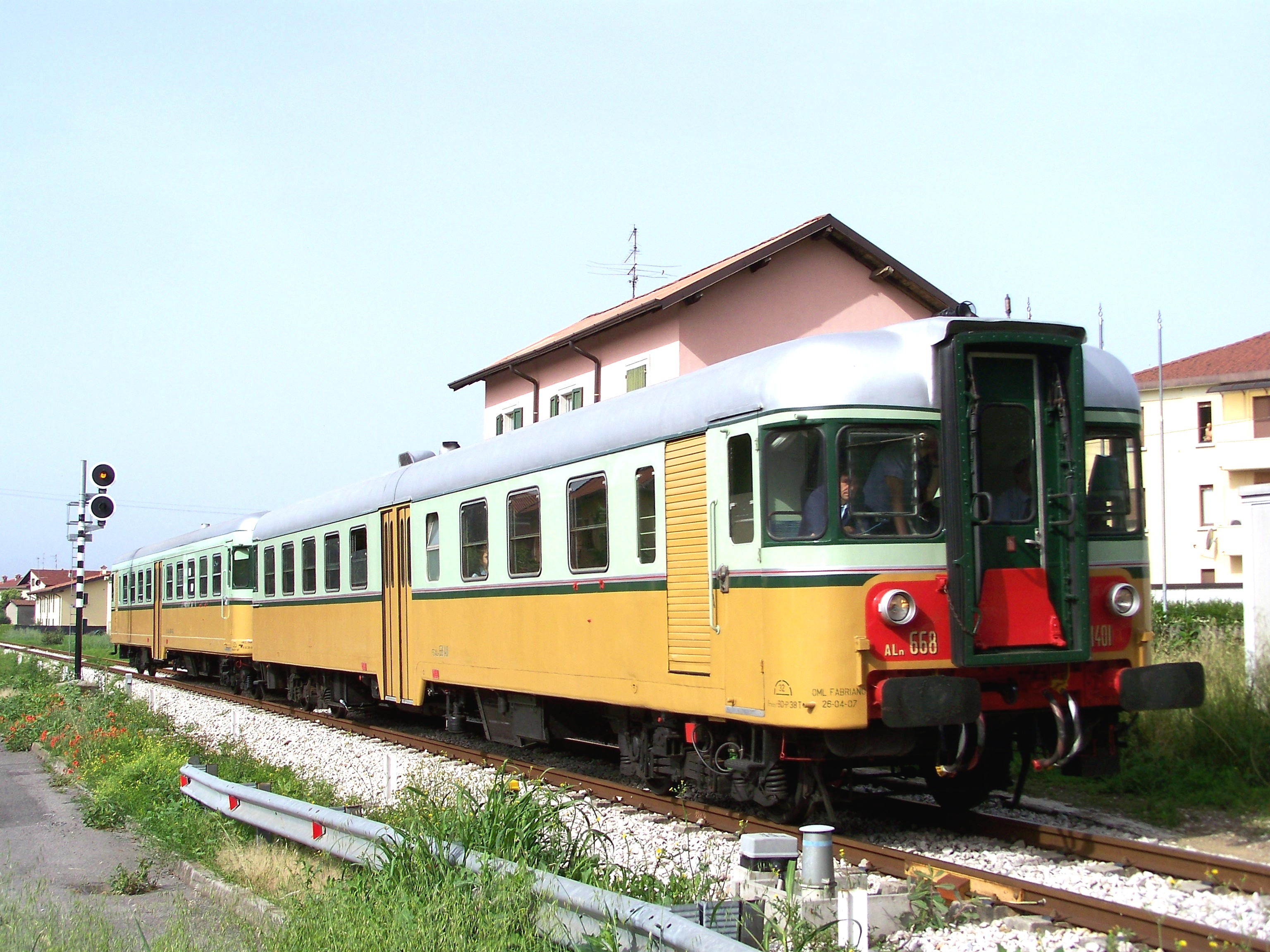
ALn 668.1401

Die zuerst produzierte Serie der Aln 668 war die Serie 1400, welche aus 80 Einheiten (inklusive der drei Prototypen) besteht. Der einzige Unterschied zwischen den Prototypen und den weiteren Fahrzeugen dieser Serie besteht im Anfügen von Faltenbälgen zum Schutz der Stirnwandübergänge (ital.: intercomunicante a soffietto) und in der Verschiebung der Luftansaugstelle für die Motoren vom Dach auf die Seite. In diese erste Serie wurden Motoren des Typs 203S (110 kW), eine Weiterentwicklung des Lastwagenmotores FIAT 682, eingebaut. Aufgrund einiger Unterschiede in der Verkabelung waren die Prototypen nicht in Vielfachsteuerung mit den übrigen Fahrzeugen der Serie verwendbar. Nachdem der Prototyp 1401 aus touristischen Gründen erneuert wurde, wurde dieser Unterschied beseitigt und die elektrische Ausrüstung derjenigen der übrigen Fahrzeuge der Serie angeglichen.

### Die Serie 2400

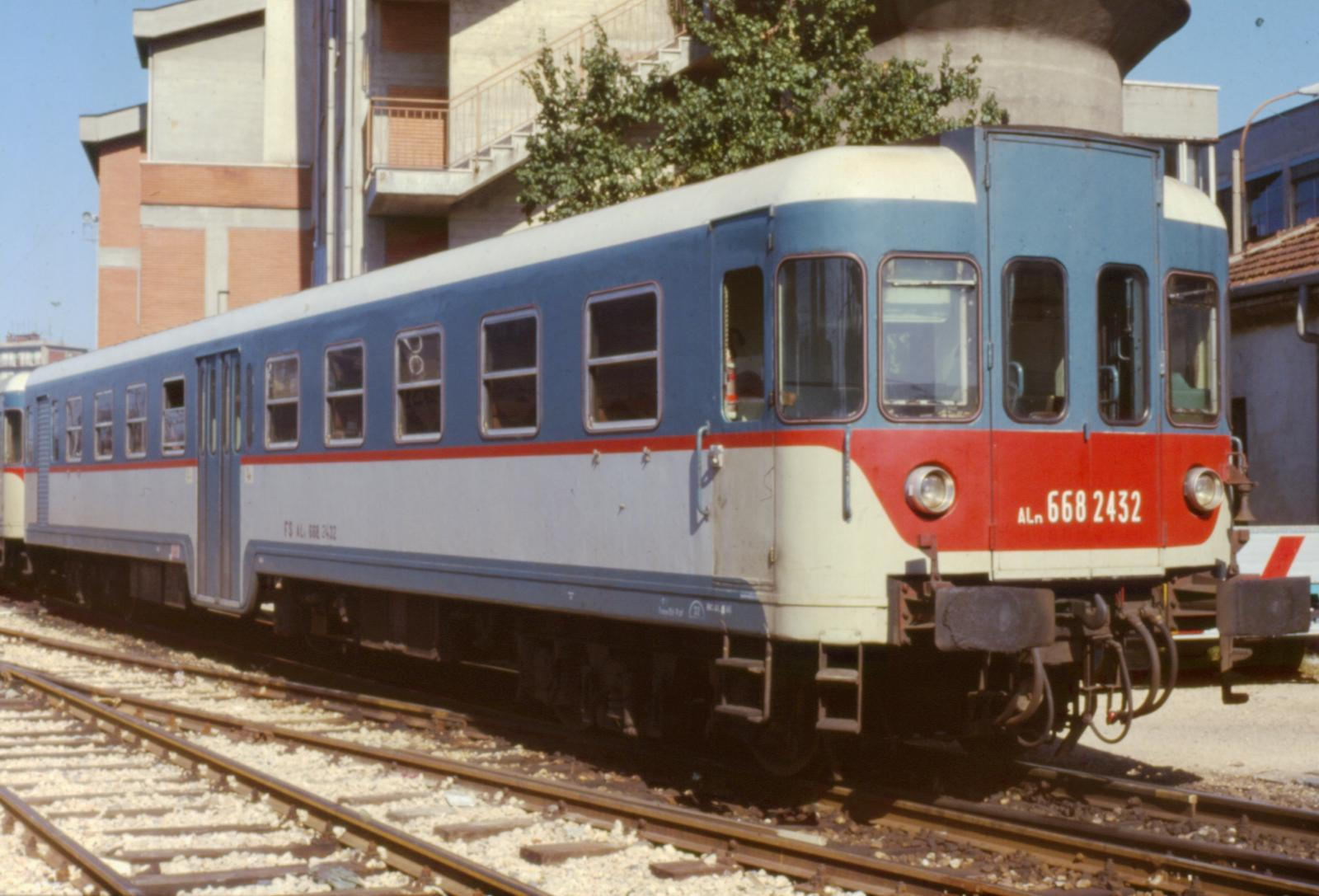
ALn 668.2432

Fast gleichzeitig mit der Produktion der Serie 1400 bei der FIAT wurde im Werk Sesto San Giovanni (MI) der Breda die Serie 2400 produziert. Die interessanteste Abweichung bestand in den beiden Dieselmotoren; in diese Serie wurden solche des Typs Brif D140S6h mit einer Nennleistung von 100 kW eingebaut. Die beiden Dieselmotoren befinden sich auf der dem Gepäckabteil gegenüberliegenden Seite, so dass sich die abweichende Achsfolge 2’B’ ergab. Auch diese Serie war mit Vielfachsteuerung ausgerüstet. Zudem wären sie theoretisch in der Lage gewesen, zusammen mit den Steuerwagen Ln 664 aus der FIAT-Produktion zu verkehren; allerdings scheint es, dass diese Möglichkeit im regulären Betrieb nie genutzt wurde.
Verglichen mit den von der FIAT produzierten Serien waren die Fahrzeuge dieser Serie delikater, speziell die Motoren, was zu vielen Problemen im Betrieb führte.

## Die zweite Generation

### Die Serie 1500

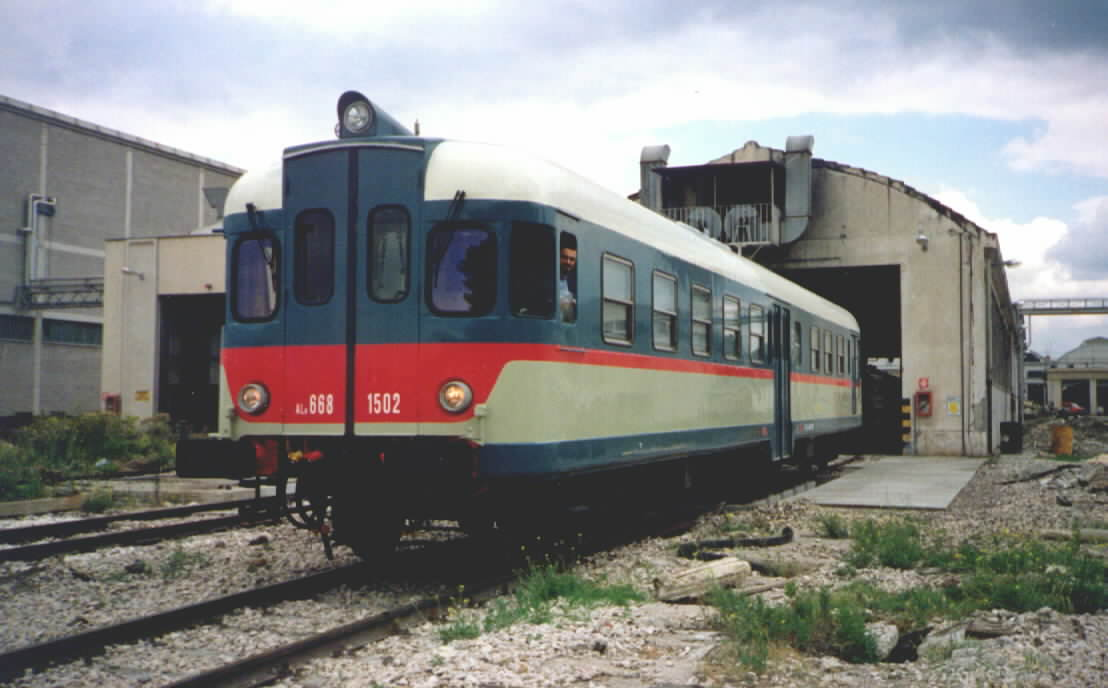
Der Triebwagen ALn 668 1502 in Lieferanstrich

Diese zweite Serie der FIAT entsprach fast der ersten; allerdings wurden nunmehr leistungsfähigerere Motoren (Typ 221H, 115 kW) eingebaut und die originale Gangschaltung wurde durch eine Viergangschaltung „Wilson“ ersetzt, welche von der Breda auf Lizenz der SGC gebaut wurde.

### Die Serie 1600

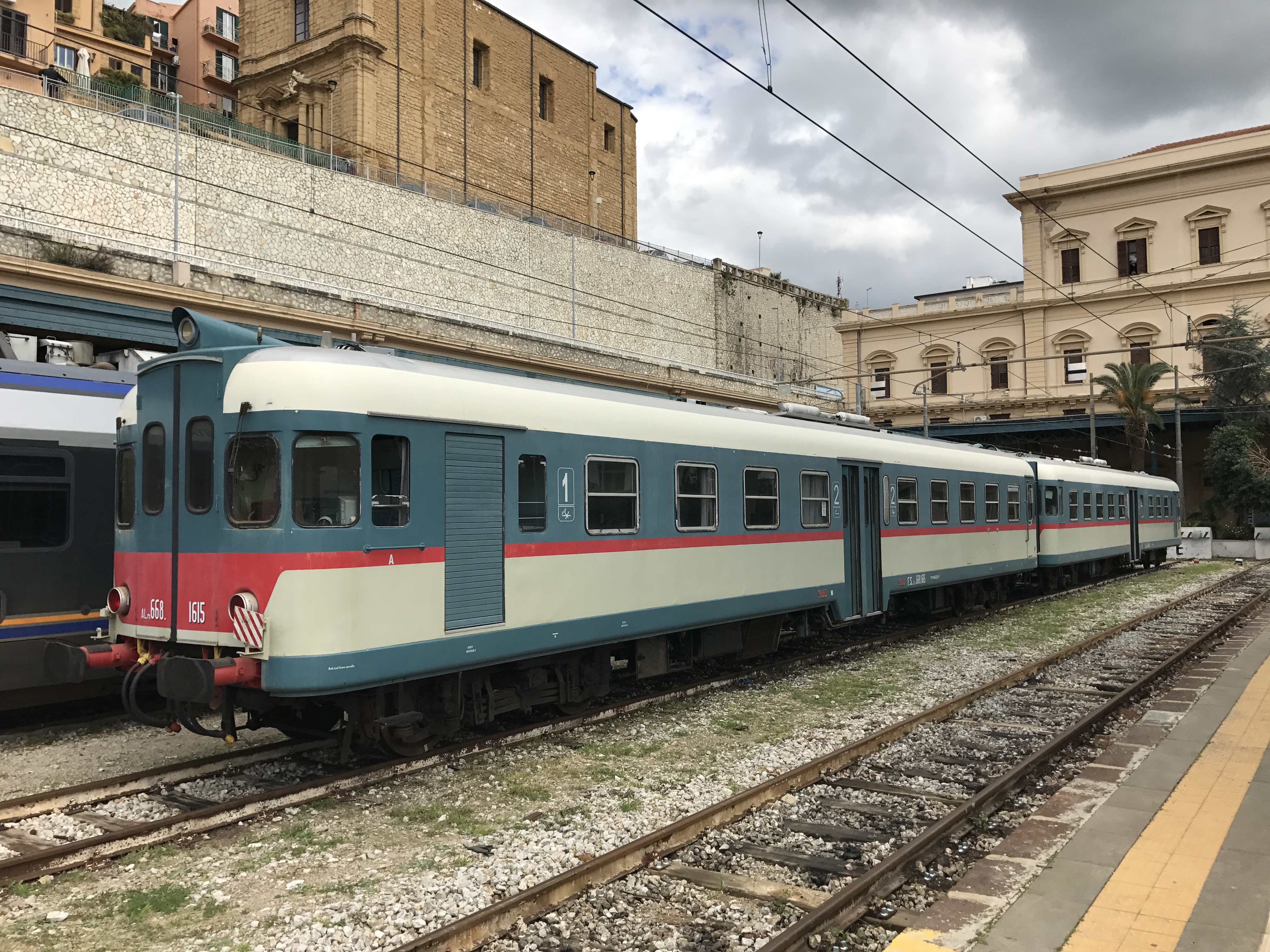
ALn 668.1600

Die Wagen der Serie 1600 waren fast identisch mit der Serie 1500, sie erhielten jedoch Fünfganggetriebe von FIAT.

### Die Serie 1999
Bei dieser „Serie“ – eigentlich sind es nur zwei Fahrzeuge – handelte es sich um Versuchstriebwagen, um die ALn 668 weiterzuentwickeln. Im Betrieb der ersten Serien hatte sich Ende der 1960er Jahre gezeigt, dass einige technische Details zu überdenken waren. Aufmerksamkeit wurde dabei vor allem den Drehgestellen gewidmet – aus den für diese Fahrzeuge entwickelten Drehgestellen wurde schließlich die sog. dritte Generation der FIAT-Drehgestelle weiterentwickelt. Motorisiert wurden diese Fahrzeuge mit Motoren des Typs 221HS (158 kW), einer Weiterentwicklung des Motors 221H.
Der ALn 668 1999 war nie offiziell bei der FS eingestellt, sondern wurde nach Abschluss der Versuche zusammen mit dem zweiten Wagen dieser Serie an die Ferrovia Suzzara-Ferrara verkauft. Dort erhielten sie die Betriebsnummern ALn 668 11 und 12.

### Die Serie 1700

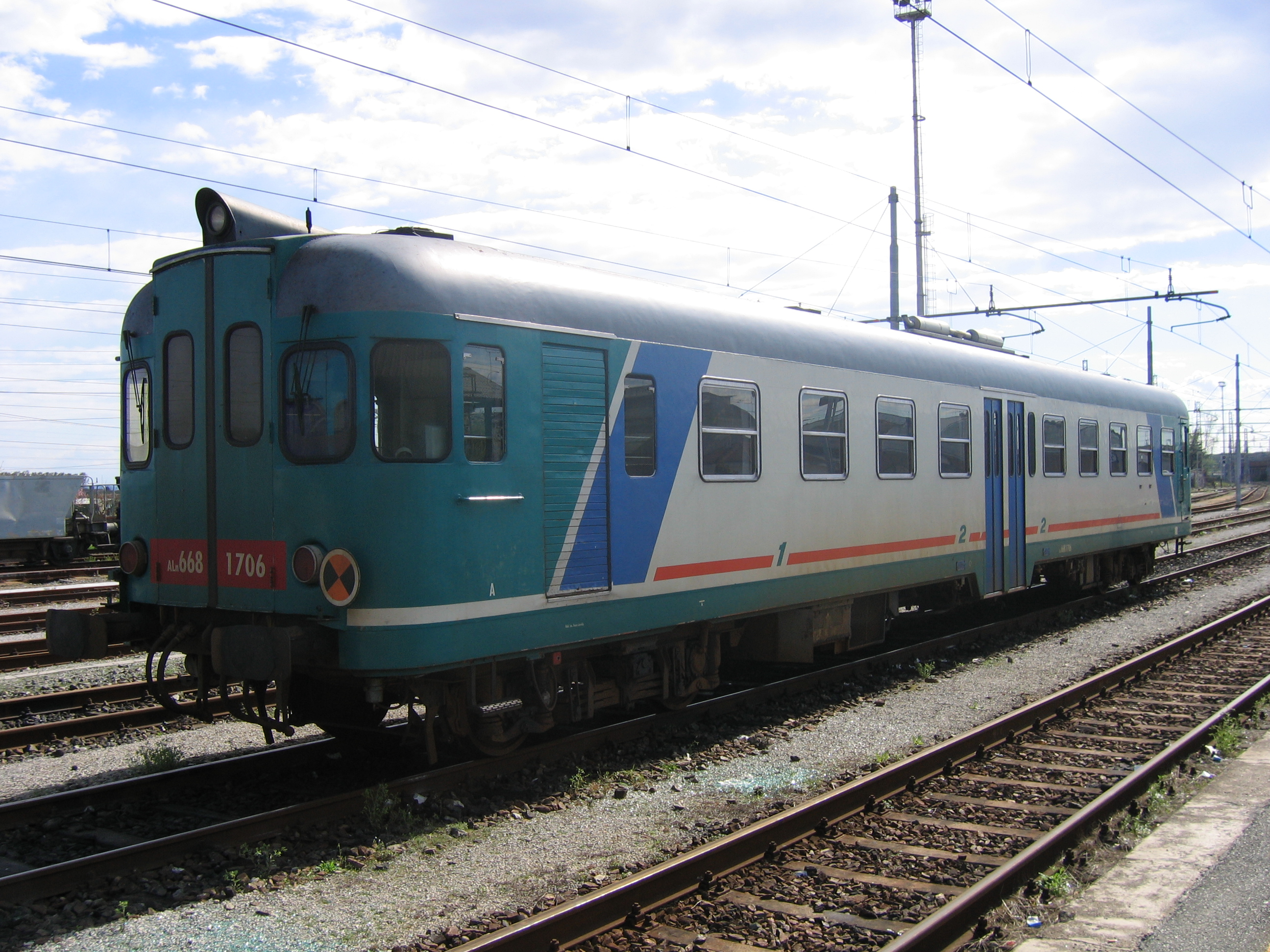
ALn 668 1706 in der Nähe von Santhià

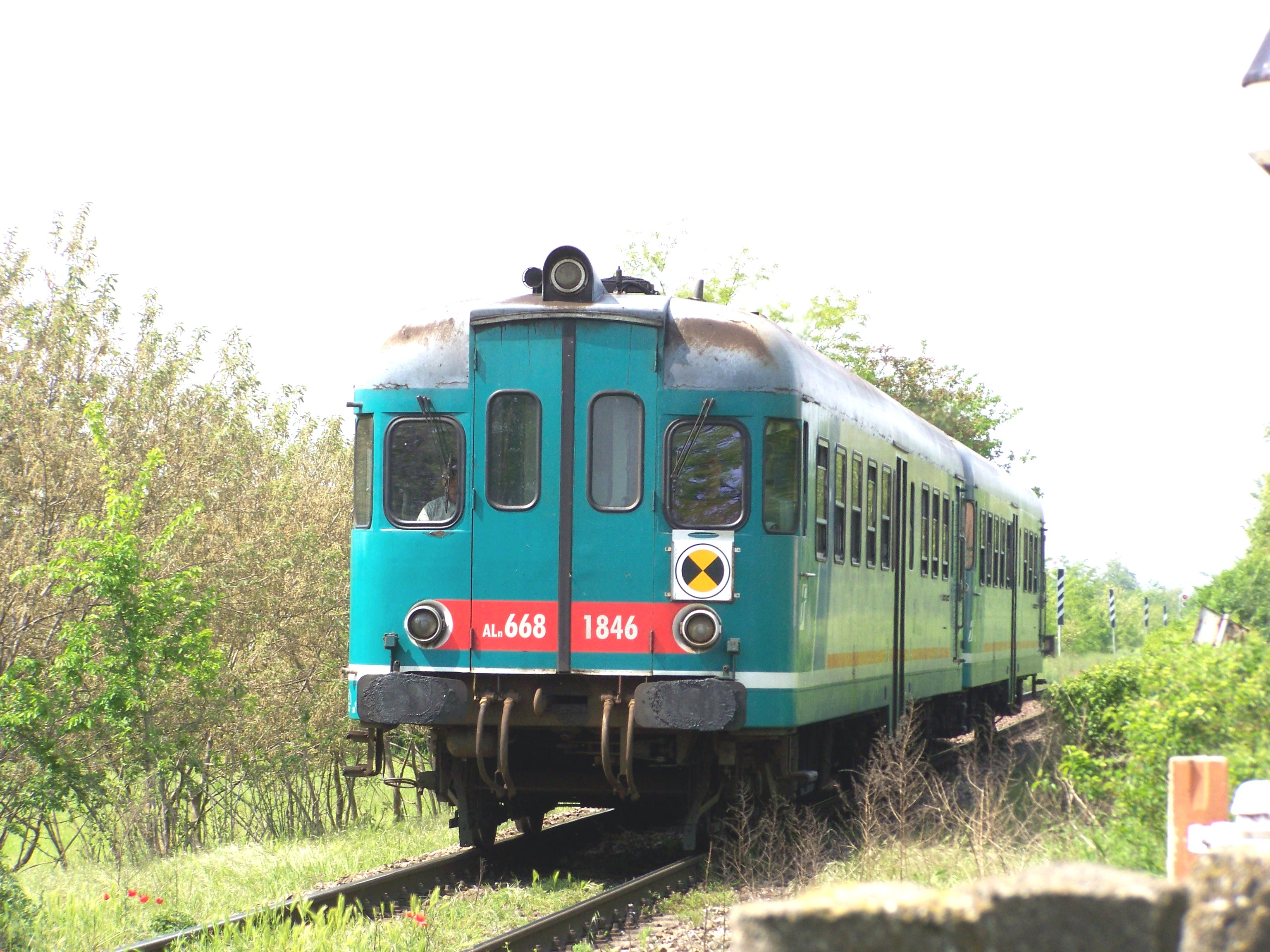
ALn 668 1846 am 2. Mai 2008 auf Fahrt von Parma nach Brescia

Die aus zwanzig Wagen bestehende Serie 1700 wurde im Werk Pistoia der Breda gebaut. Zum ersten Mal wurden die neuen FIAT-Dieselmotoren 8217/12 (166 kW) eingebaut, welche alsdann bis in die 1990er Jahre bei allen folgenden Varianten von FIAT-Dieseltriebwagen verwendet wurden.

### Serie 1800
Bei der Serie 1800 wurden direkt die Erfahrungen mit dem Versuchswagen 1999 genutzt. Die Triebwagen erhielten die neuen Drehgestelle und zusätzlich einen neuartigen, einfacher zu unterhaltenden Fußboden.

## Die dritte Generation

### Die Serie 1900 und 1000

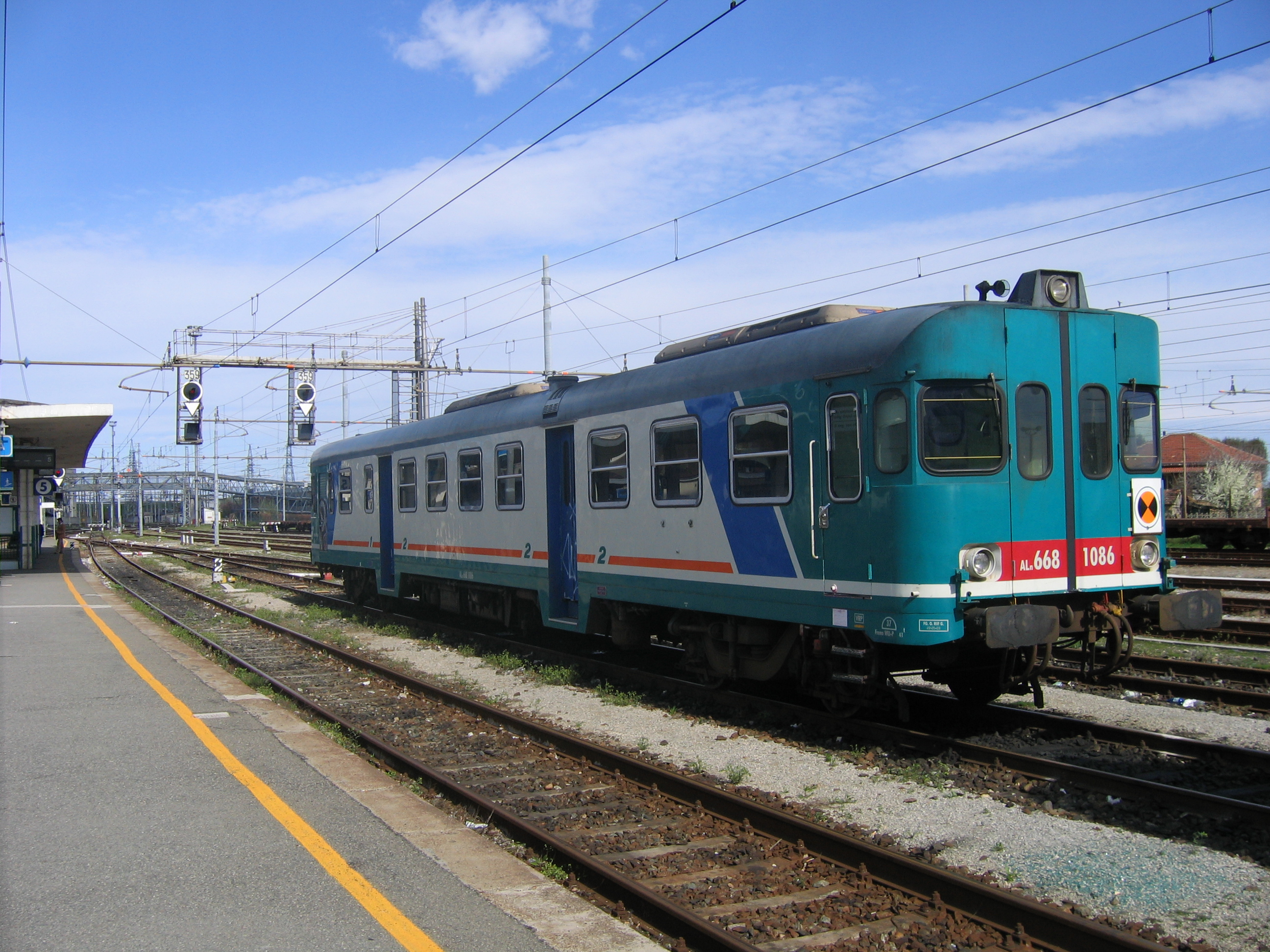
ALn 668 1086 am 11. April 2006 in Santhià

Die augenfälligste Eigenart der Serien 1900 und 1000 sind die zwei Einstiegsräume etwa auf einem Drittel der Wagenlänge. Da die Wagen zudem verlängert wurden, konnte auch der Fahrgastkomfort gesteigert werden. Die verbesserten Motoren erlauben eine Höchstgeschwindigkeit von 130 km/h.

### Die Serien 1200, 3000, 3100 und 3300

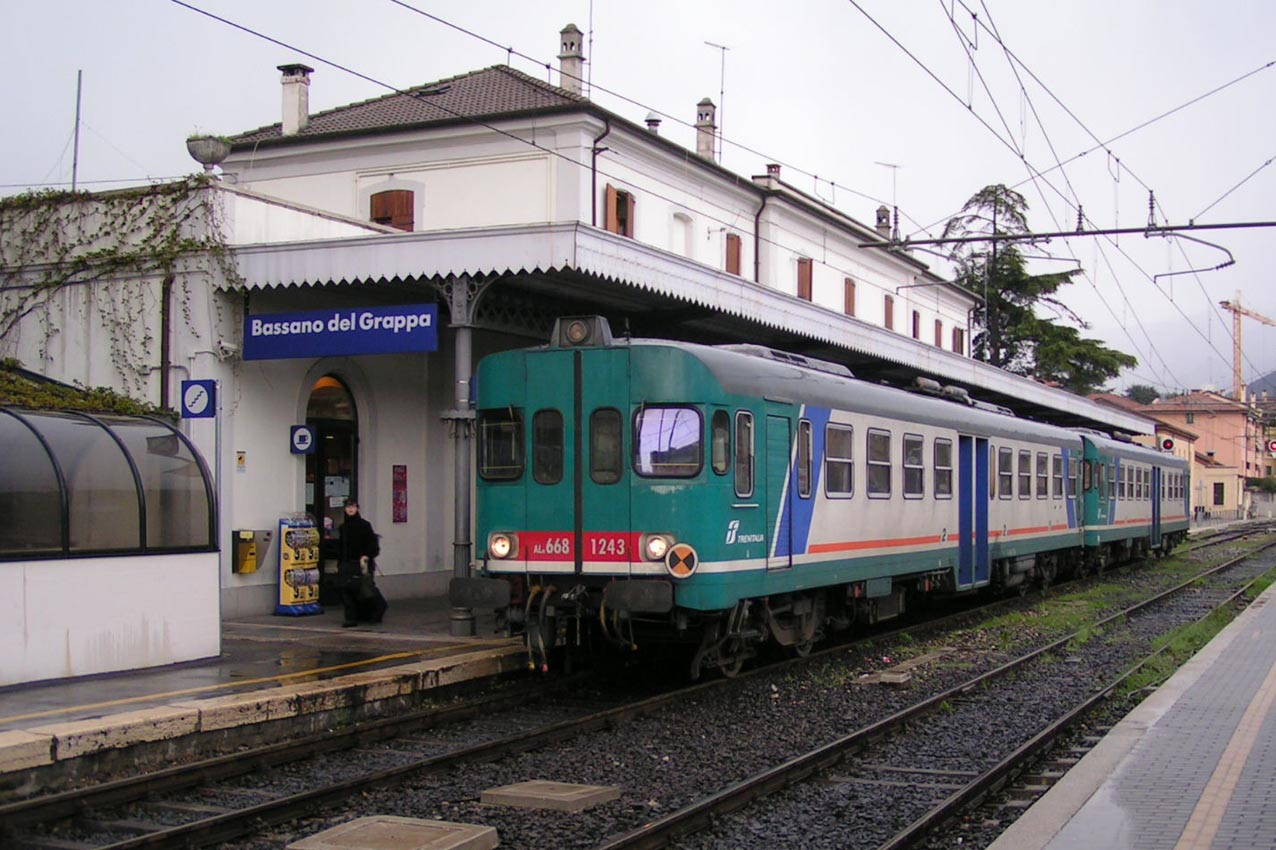
ALn 668 1243 in Bassano del Grappa

Mit der Serie 1200 kehrten die FS wieder zu Mitteleinstiegen zurück, behielten jedoch die größere Wagenlänge der Serie 1900 bei. Durch einen vergrößerten Einstiegsbereich konnte die Ein- und Ausstiegszeit insgesamt verkürzt werden. Die Stirnseiten wurden verändert, das Dach ist an den Wagenenden nicht mehr heruntergezogen.
Die Wagen der Serie 3100 – sie wurde in über 100 Exemplaren gebaut – wurden mit einer Vielfachsteuerung ausgerüstet, die das Kuppeln von drei Wagen ermöglicht. Die Motoren weisen eine Leistung von 170 kW auf. In der Anfangszeit wurden diese Fahrzeuge häufig auf der Tendalinie Turin–Ventimiglia bzw. Nizza eingesetzt.
Die Serie 3300 wurde als letzte Lieferung der ALn 668 bis 1981 gebaut. Die Triebwagen wurden mit einer „Bergübersetzung“ geliefert, so dass die Höchstgeschwindigkeit auf 120 km/h beschränkt ist. Sie werden vor allem auf der Strecke Terni–L’Aquila und um Sulmona eingesetzt, da diese Strecken teilweise starke Steigungen aufweisen.

### Steuerwagen

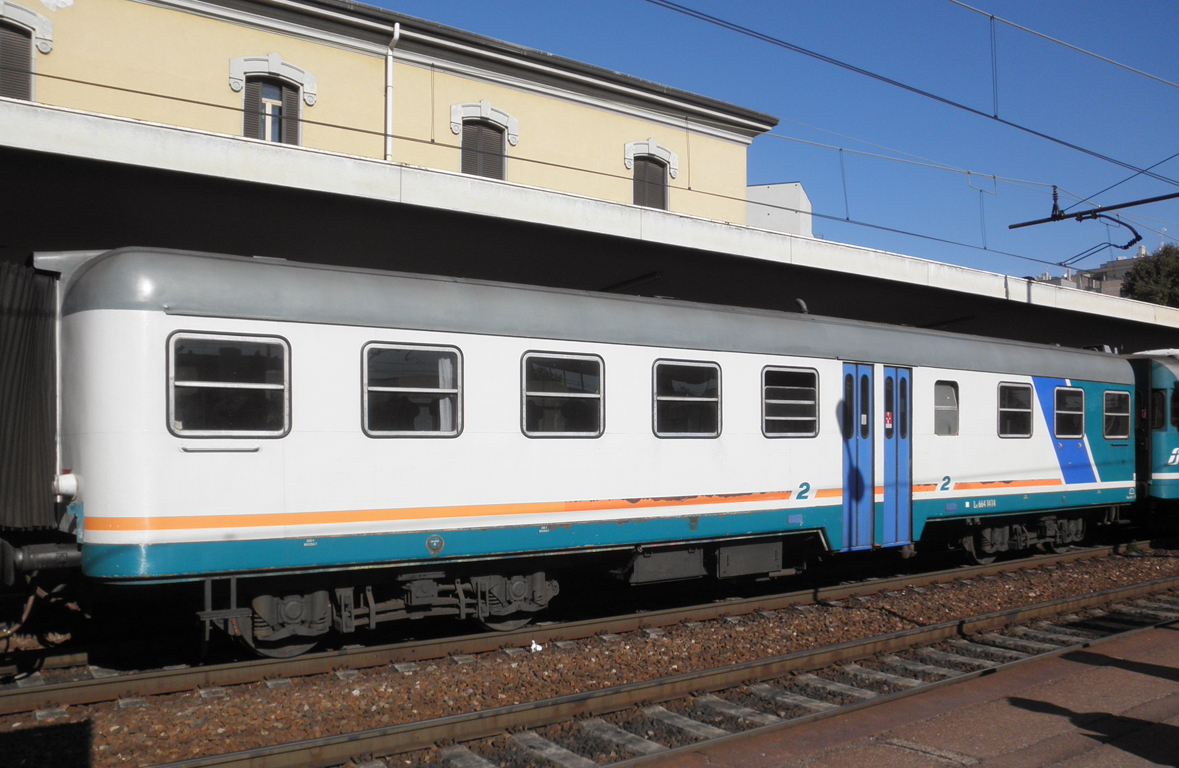
Ein Steuerwagen der Reihe Ln 664.1400

Passend zu den Aln 668 wurden auch zwei Bauarten von Steuerwagen gebaut: Zunächst die Ln 664 für die ALn der ersten Serie und anschließend die Ln 882.
Da die Steuerwagen nur für eine Höchstgeschwindigkeit von 90 km/h zugelassen sind, werden sie zunehmend seltener eingesetzt. Heute sind sie vor allem im Regionalverkehr um Mailand anzutreffen.

## Die ALn 668 für die konzessionierten Bahnen
Zahlreiche konzessionierten Bahnen haben Triebwagen der Reihen ALn 668 gekauft.
| Gesellschaft | Baujahr   | Nummerierung      | Anzahl | FS-Reihe  | Bemerkungen           | Bild |
| ------------ | --------- | ----------------- | ------ | --------- | --------------------- | ---- |
| FSF          | 1959–1962 | ALn 668.05–10     | 6      | 1400      |                       |      |
| SNFT         | 1960      | An 68.111–114     | 4      | 2400      |                       |      |
| SATTI        | 1962      | D 1–10            | 10     | 1400      |                       |      |
| SV           | 1963      | ADn 601–602       | 2      | 1400      |                       |      |
| FSF          | 1968      | ALn 668.11–12     | 2      | –         | 11 ex ALn 668.1999 FS |      |
| FP           | 1971      | ALn 668.1009      | 1      | 1800      |                       |      |
| FTC          | 1972      | M 001–007         | 7      | 1800      |                       |      |
| SV           | 1972      | ADn 603–604       | 2      | 1800      |                       |      |
| FP           | 1976–1977 | ALn 668.1010–1013 | 4      | 1900/1000 |                       |      |
| FSE          | 1978      | Ad 31–45          | 15     | 1900/1000 |                       |      |
| FSF          | 1978–1979 | ALn 668.013–018   | 6      | 3000      |                       |      |
| SATTI        | 1979–1980 | D 11–12           | 2      | 1200      |                       |      |
| SV           | 1979–1980 | ADn 605–610       | 6      | 1900/1000 |                       |      |
| ACT          | 1980      | ALn 2463–2466     | 4      | 3000      |                       |      |
| SNFT         | 1981      | ALn 668.121–122   | 2      | 1900/1000 |                       |      |
| SV           | 1981      | ADn 611–613       | 3      | 3000      |                       |      |
| CTP          | 1981–1982 | ALn 668.I.9–13    | 5      | 3000      |                       |      |
| FP           | 1983      | ALn 668.1014–1015 | 2      | 3000      |                       |      |
| SNFT         | 1983      | ALn 668.123–126   | 4      | 3100      |                       |      |

## Weiterentwicklungen

### FS ALn 663

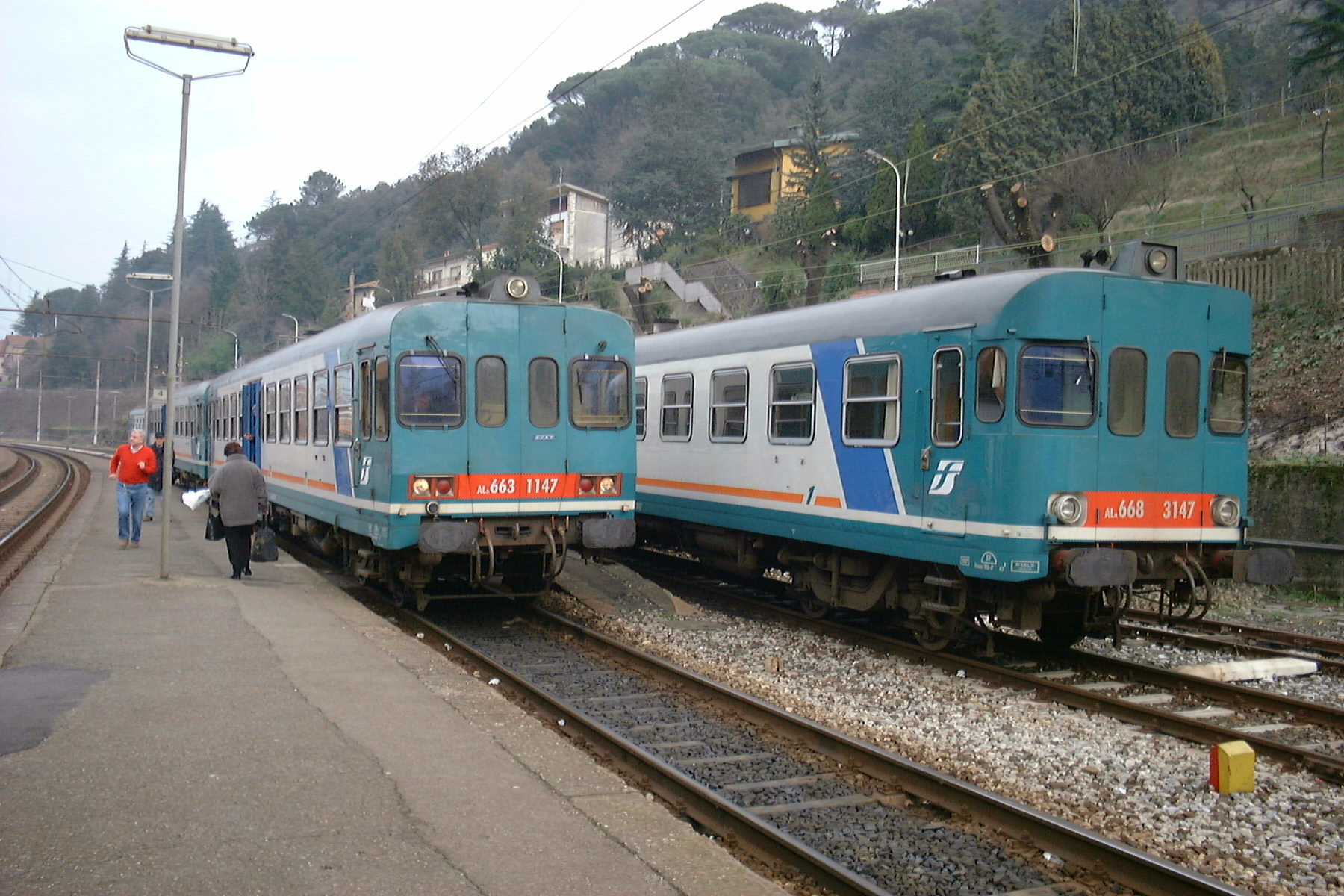
Ein ALn 663 und ein ALn 668 in Aulla. Deutlich erkennbar ist die eckigere Kastenform der ALn 663.

Technisch gesehen die letzte Serie der ALn 668 sind die Triebwagen der Reihe ALn 663. Da diese jedoch fünf Sitzplätze weniger aufweisen, musste aufgrund des Nummerierungsschema der italienischen Staatsbahnen die Bezeichnung geändert werden.

### FCU ALn 776
Für die Ferrovia Centrale Umbra wurde aus den ALn 668 bzw. ALn 663 die Reihe ALn 776 entwickelt. Fünf Fahrzeuge dieser Weiterentwicklung sind nunmehr auch bei der Ferrovia Sangritana im Einsatz.

### Jugoslawien: JŽ-Reihe 813

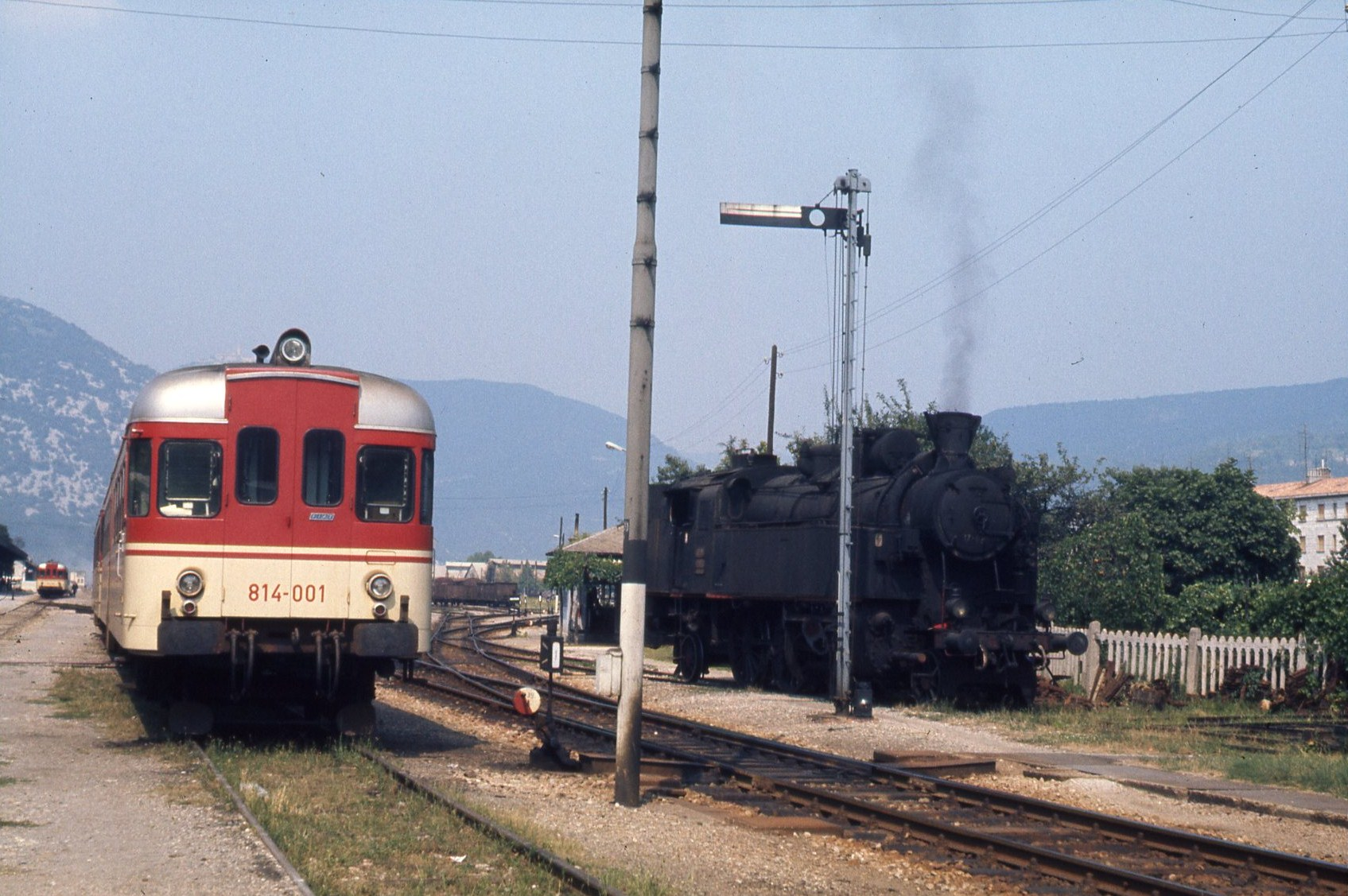
Steuerwagen 814 001 in Nova Gorica, Slowenien, 1974

Im Jahr 1972 befand sich der ALn 668.1803 zu Demonstrationsfahrten in Jugoslawien. Dafür wurde durch Drehzahlerhöhung der Motoren vorübergehend eine Leistungssteigerung auf 147 kW vorgenommen, um u. a. die Forderung zu erfüllen, einen Beiwagen auf den Rampen von 17 Promille mitzuführen.
Der erfolgreiche Abschluss der Testfahrten zwischen Ljubljana, Maribor und Rijeka führte 1973 zur Bestellung eines Bauloses von 48 Triebwagen (813-001 bis 048) und 45 Steuerwagen (814-001 bis 045), die an die regionale Eisenbahnverwaltung in Ljubljana geliefert wurden. Die Fahrzeuge sind weitgehend identisch mit ALn 668.1800, abgesehen von der Lackierung und der Motorleistung von 147 kW bei 1950 min−1 sowie einer Höchstgeschwindigkeit von 102 km/h. Zwölf Einheiten wurden von FIAT Torino produziert, die übrigen in Lizenz bei TAM Maribor.
Diese Fahrzeuge sind großteils heute noch bei den Slowenischen Eisenbahnen im Einsatz. Ein Teil der Flotte durchlief ein Modernisierungsprogramm und ist besonders an der abweichenden Stirnform und den vergrößerten Führerständen zu erkennen.

### SJ Y1

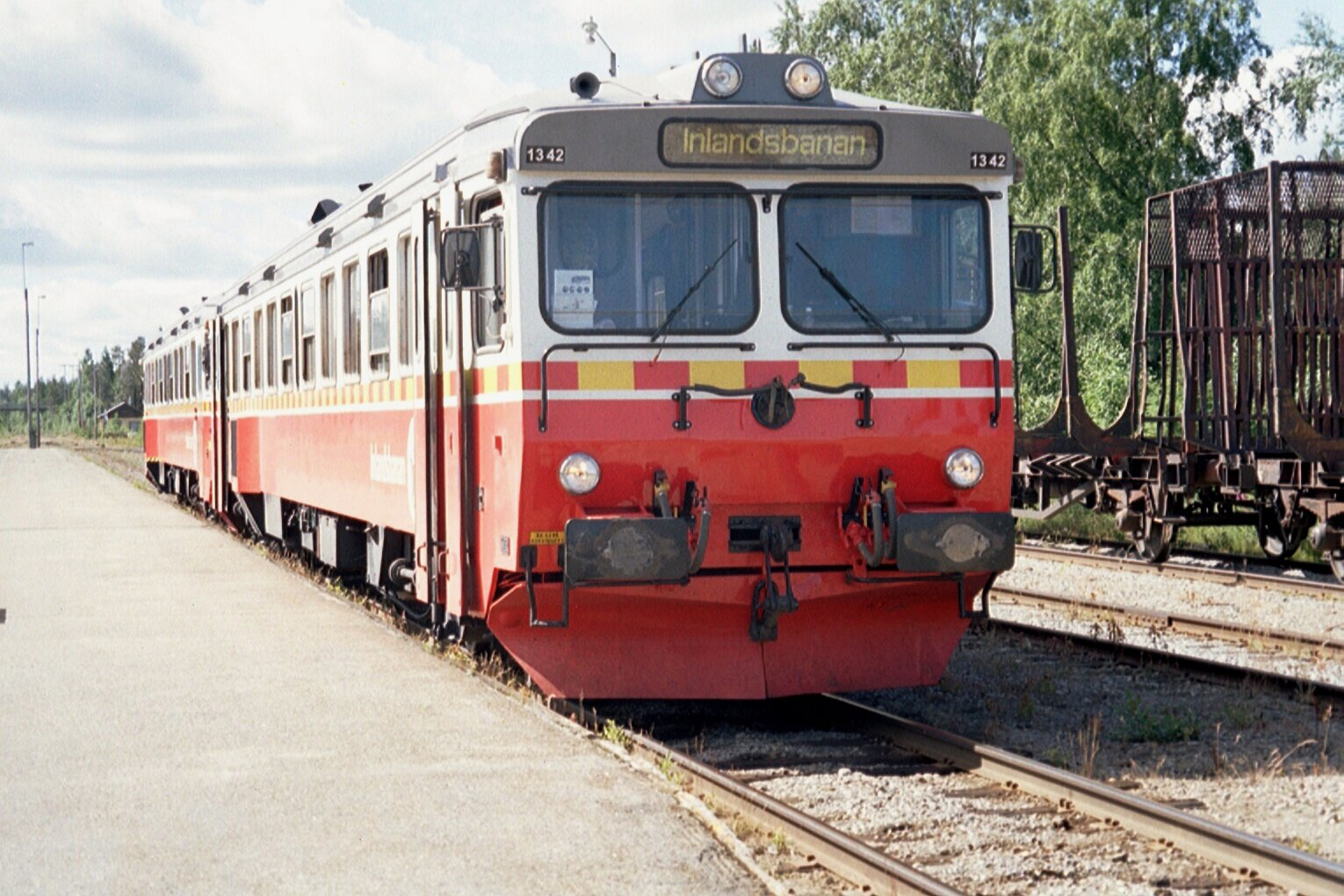
Y1, die schwedische Version der ALn 668, im Juli 2005 auf der Inlandsbahn

Ende der 1970er Jahre wurde aus dem ALn 668 ein den schwedischen Verhältnissen angepasstes Fahrzeug weiterentwickelt, die Reihe Y1. Auffällige Unterschiede sind die Endeinstiege hinter den Führerständen mit Schwenktüren und gerade Stirnwände mit zwei Fenstern ohne Wagenübergang.

## Historische Fahrzeuge und Versuchsfahrzeuge
Die ALn 668 1401 und 1452 wurden durch die Werkstätte Fabriano der FS wieder in den Lieferzustand mit Originalanstrich versetzt. Sie gehören nunmehr zum Park der historischen Triebfahrzeuge der FS.
Mit dem ALn 668 1999 wurden Ende der 1960er Jahre auch Versuche mit der Kastenneigung, wie sie alsdann bei den Pendolini eingesetzt wurden, unternommen.
Der Kasten des ALn 668 1207 besteht aus rostfreiem Stahl – dabei handelt es sich um einen Versuch, der nicht in den Serienbau übernommen wurde.